# Hirundinidae
Gli Irundinidi (Hirundinidae Vigors, 1825) sono una famiglia di uccelli passeriformi caratterizzati dal loro adattamento alla nutrizione aerea e conosciuti come "rondini" e "topini".
Le loro capacità di cacciare gli insetti in volo sono dovute ad un corpo esile e aerodinamico e lunghe ali puntate. 

## Descrizione

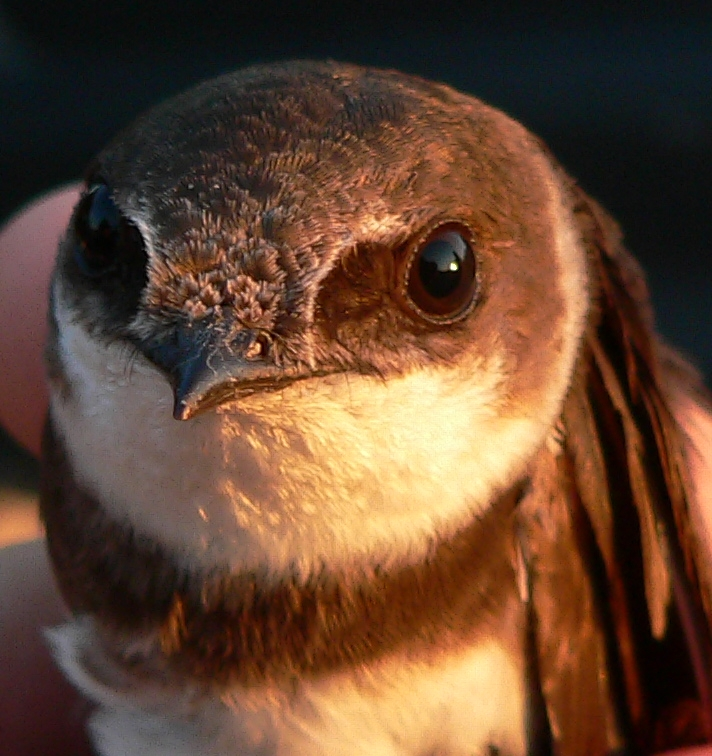
Il becco del topino Riparia riparia è tipicamente molto corto e largo.

Tutte le specie appartenenti alla famiglia hanno una forma corporea generalmente simile a quella delle rondini ma diversa da quella degli altri passeroti. 
Le rondini si sono adattate per la caccia agli insetti in volo attraverso l'evoluzione di un corpo snello e di lunghe ali appuntite, che permettono una grande manovrabilità del corpo e una forte resistenza, oltre a sessioni di volo relativamente lunghe. La forma del corpo permette un tipo di volo molto efficace, che costa circa il 50-75% di fatica in meno rispetto ad altri passeriformi con massa equivalente. Di solito si cibano ad una velocità di circa 30-40 km/h, anche se sono in grado di raggiungere velocità comprese tra i 50 e i 65 km/h.
Come i rondoni e i succiacapre, che cacciano in modo simile, hanno becchi corti, ma mascelle forti e una larga apertura alare. La lunghezza del corpo varia da 10 a 24 cm e il loro peso da 10 a 60 grammi. Le ali sono lunghe, appuntite, e hanno nove penne remiganti primarie. La coda ha 12 penne e può essere profondamente biforcuta, con un leggero rientro, o di forma quadrata. Una lunga coda aumenta la manovrabilità, e può anche funzionare come ornamento sessuale, dal momento che la coda è più lunga nei maschi. Nella rondine comune la coda del maschio è più lunga del 18% rispetto a quella delle femmine, e le femmine selezionano i compagni sulla base della lunghezza della coda.
Le zampe sono preposte all'appollaiamento piuttosto che a camminare e le dita anteriori sono parzialmente unite alla base. Le rondini sono in grado di camminare e anche di correre, ma lo fanno con uno scalpiccìo, con un'andatura ondeggiante. I muscoli delle gambe dei balestrucci di fiume (Pseudochelidon) sono più forti e più robusti di quelli di altre rondini.
Il piumaggio più comune è quello di un blu scuro lucido o di un verde nella parte superiore e con le parti inferiori normali o striate, spesso bianche o fulve. Le specie che fanno i nidi o vivono in zone aride o montagnose sono spesso di colore marrone opaco nelle parti superiori (ad esempio il topino). A livello di differenziazione sessuale mostrano un dimorfismo sessuale limitato o nullo. Il carattere distintivo più comune sono probabilmente le penne timoniere esterne della coda, che sono in generale più lunghe e puntano più verso l'esterno del corpo nel maschio adulto rispetto alla femmina.

## Biologia

### Comportamento
Le rondini sono eccellenti volatori e utilizzano questa abilità per cercare il cibo e per attirare i compagni. Alcune specie, come la Tachycineta albilinea, sono territoriali, mentre altre non lo sono e semplicemente difendono il proprio sito di nidificazione. In generale, i maschi selezionano un sito per il nido e poi attirano le femmine con il canto e con il volo, e (a seconda della specie) si pongono a guardia del loro territorio. La dimensione del territorio varia a seconda della specie; nelle specie che nidificano in colonie la dimensione tende ad essere piccola ma può essere molto più grande per quelle specie che nidificano da sole. Al di fuori della stagione riproduttiva alcune specie possono formare grandi stormi, e gli esemplari possono anche riposare comunitariamente. Tale forma di comportamento protegge dai predatori, come sparvieri e falchi. I nidi di queste specie possono essere enormi; un nido invernale di Hirundo rustica osservato in Nigeria aveva attirato 1,5 milioni di esemplari. Le specie non sociali non formano stormi, ma i pulcini sono soliti rimanere con i loro genitori più a lungo rispetto a quelli di altre specie sociali dopo la stagione riproduttiva. Se un essere umano si avvicina troppo al loro territorio, le rondini possono attaccarlo all'interno del perimetro del nido.

### Alimentazione
La maggior parte delle rondini è insettivora e cattura insetti durante il volo. La composizione della dieta a base di insetti varia a seconda della specie e del periodo dell'anno. Alcune specie possono essere selettive e non catturare ogni insetto in cui si imbattono in volo, preferendo prede di maggiori dimensioni. Inoltre, evitano certi tipi di prede, in particolare insetti pungenti come api e vespe. Oltre agli insetti, un certo numero di specie può cibarsi di frutta e altre piante. Alcune specie osservate in Africa si sono cibate di semi di alberi di acacia, un alimento di cui si nutrono anche i piccoli di Hirundo cucullata.
Le rondini, in genere, predano gli insetti in cui si imbattono durante il volo, ma occasionalmente possono cacciare le prede sui rami o sul terreno. Il volo di solito è veloce e comporta una rapida successione di curve e cambi di traiettoria quando predano insetti che volano veloci; le prede meno agili possono essere catturate con un volo più lento e meno reattivo. Quando cacciano in stormi, i gruppi si separano in base all'altezza dal suolo; ciò si verifica quando si sovrappongono a stormi di rondoni.

### Riproduzione

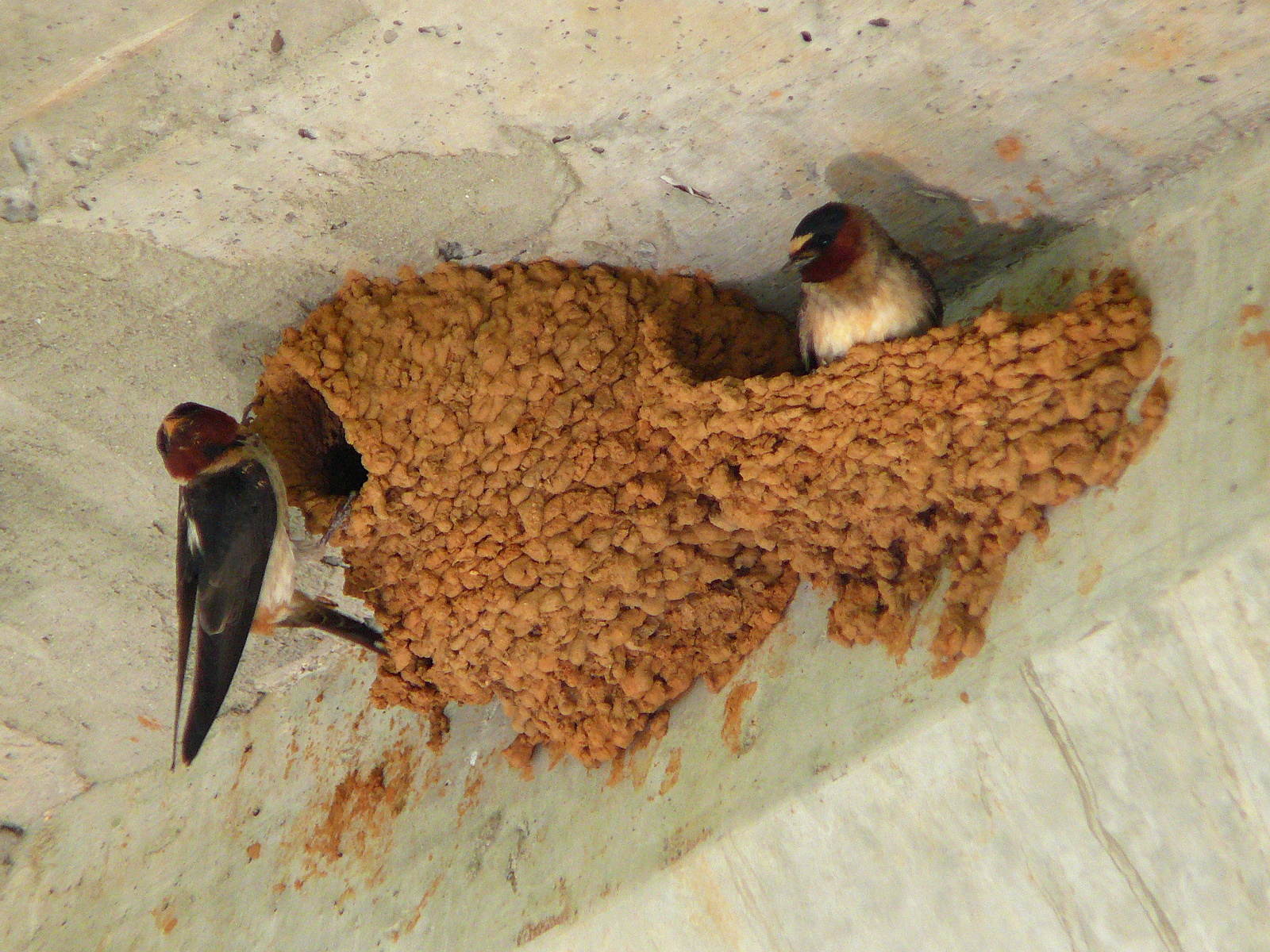
Petrochelidon pyrrhonota costruiscono il nido.

Alcune specie costruiscono i nidi in cavità già esistenti, ad esempio nel vecchio nido di un picchio, mentre altre specie scavano tane in substrati morbidi come banchi di sabbia. Le rondini dei generi Hirundo, Ptyonoproggne, Cecropis, Petrochelidon e Delichon costruiscono nidi di fanghiglia in luoghi protetti sia dal clima e che dai predatori.
Le specie costruttrici di nidi di fanghiglia sono più comuni nel Vecchio Mondo, soprattutto in Africa, mentre quelle che costruiscono nidi in cavità sono la regola nel Nuovo Mondo. Le specie nidificanti con il fango in particolare sono limitate in aree con elevata umidità, che provoca lo sgretolamento dei nidi. Molte specie nidificano in grandi colonie. I nidi di fango sono costruiti sia dai maschi che dalle femmine, e anche nelle specie che scavano nelle cavità i compiti sono divisi. L'introduzione di strutture artificiali in pietra come fienili e ponti, in concomitanza con il disboscamento, ha portato ad una grande varietà di colonie di rondini in tutto il mondo, aumentando significativamente l'habitat riproduttivo di molte specie. Gli uccelli che vivono in grandi colonie di solito devono fare i conti sia con gli ectoparassiti e sia con i parassiti specifici dei nidi (come Cimex hirundinis). I maschi più anziani beneficiano maggiormente della colonialità, in quanto sono in grado di mantenere i loro nidi e di usufruire di frequenti accoppiamenti.
Gli esemplari delle specie non migratorie spesso vivono vicino alla loro zona di nidificazione per tutto l'anno, sebbene il nido venga difeso con vigore in particolare solo durante la stagione riproduttiva. Gli esemplari delle specie migratorie, invece, tornano all'area di nidificazione ogni anno e possono nidificare sullo stesso sito. Gli esemplari nidificatori della prima covata scelgono il sito di nidificazione vicino al luogo dove sono nati e cresciuti.

## Distribuzione e habitat

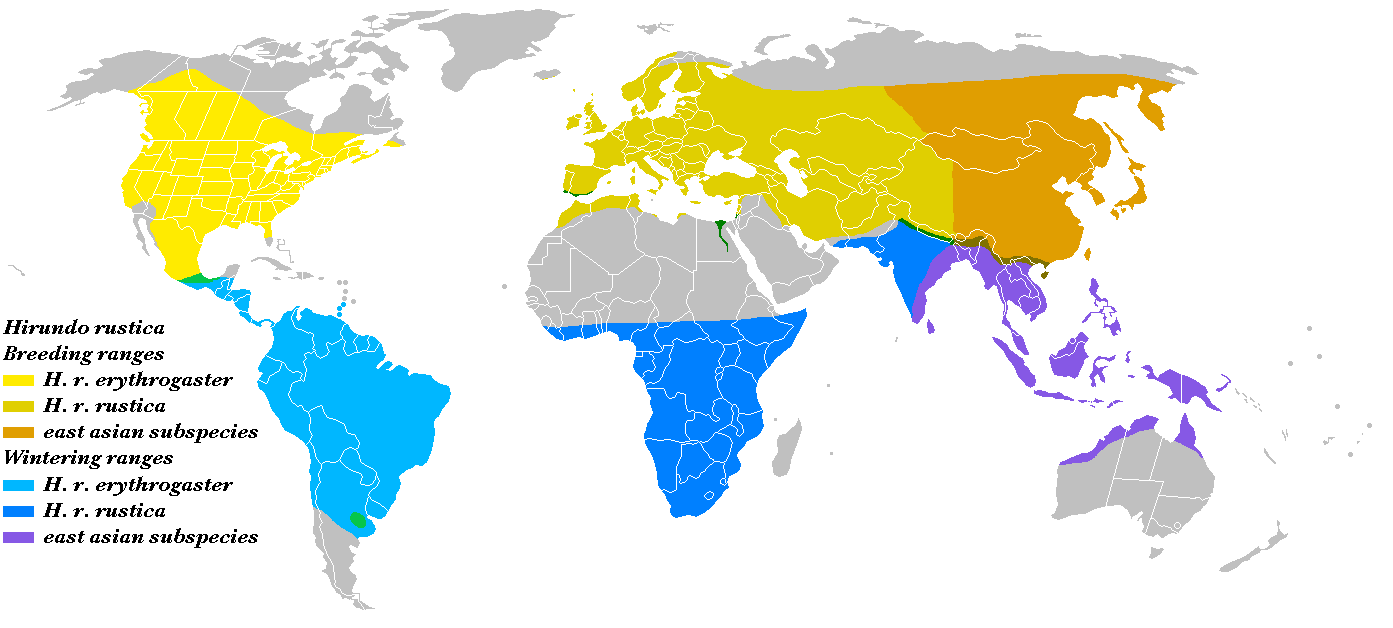

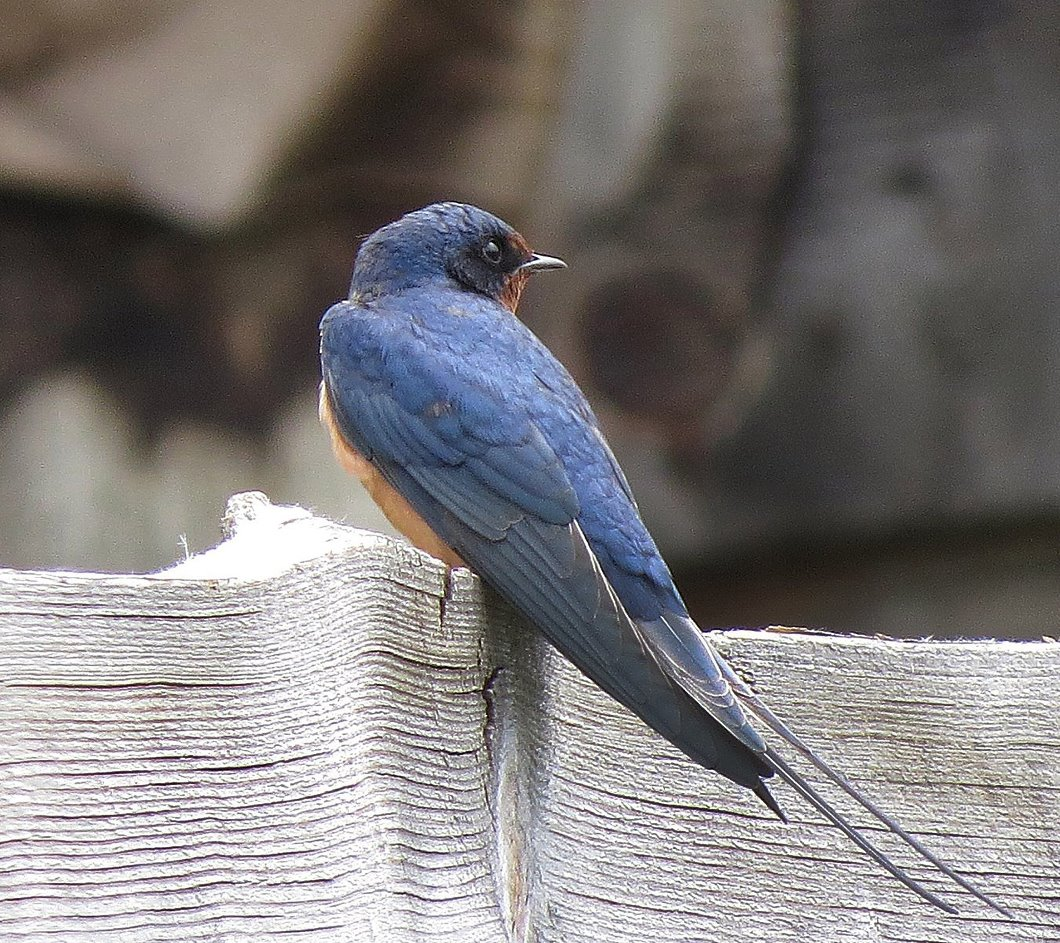
Hirundinidae nella Siberia orientale

Le rondini hanno una distribuzione cosmopolita in tutto il mondo e si riproducono in tutti i continenti eccetto l'Antartide. Si ritiene che questa famiglia di passeriformi si sia originata in Africa, continente che tutt'oggi ha ancora la più grande diversità di specie. Inoltre, sono presenti anche su una serie di isole oceaniche. Un certo numero di specie in Europa e in Nord America sono specie migratorie a lunga distanza, al contrario di quelle dell'Oriente e di quelle africane che non sono migratorie. Alcune specie di rondine sono minacciate di estinzione dalle attività umane, anche se altre specie hanno beneficiato dell'ambiente degli esseri umani e dai cambiamenti che questi hanno apportato all'habitat.
Le varie famiglie di rondini si sono adattate ad una vasta gamma di habitat. Cibandosi di insetti volanti sono comuni nei pressi dei corsi d'acqua e dei laghi, ma possono essere trovate in qualsiasi ambiente aperto come prati, boschi, savane, paludi, mangrovie e boscaglie, dal livello del mare alle aree alpine. Molte specie vivono in habitat alterati dagli esseri umani come i terreni agricoli e anche le aree urbane. Alcune specie hanno colonizzato altre aree cambiando del tutto il proprio habitat, come la Hirundo neoxena che ha cominciato a colonizzare la Nuova Zelanda negli anni venti ed è oggi un uccello comune della zona.
Le specie che nidificano nelle regioni temperate migrano durante l'inverno, quando la densità di popolazione degli insetti di cui si cibano cala. Le specie che nidificano in zone più tropicali sono spesso più sedentarie, anche se alcune specie tropicali sono migratrici parziali. Nell'antichità si pensava che le rondini durante l'inverno si ibernassero in uno stato di torpore, o che si ritirassero addirittura sotto la superficie dell'acqua. Aristotele attribuisce l'ibernazione non solo alle rondini, ma anche alle cicogne e ai nibbi. L'ibernazione delle rondini è stata considerata una possibilità anche da un osservatore acuto come Gilbert White, nella sua The Natural History and Antiquities of Selborne (1789, opera che si basa su decenni di osservazioni). Queste idee venivano supportate dall'abitudine di molte specie di cambiare il nido durante il periodo freddo dell'anno e di passare molto tempo all'interno di esso.

## Tassonomia
La famiglia comprende i seguenti generi e specie:
- Genere: Pseudochelidon

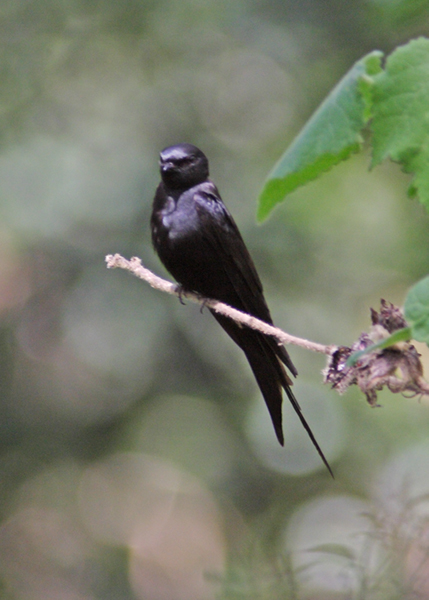
Psalidoprocne pristoptera

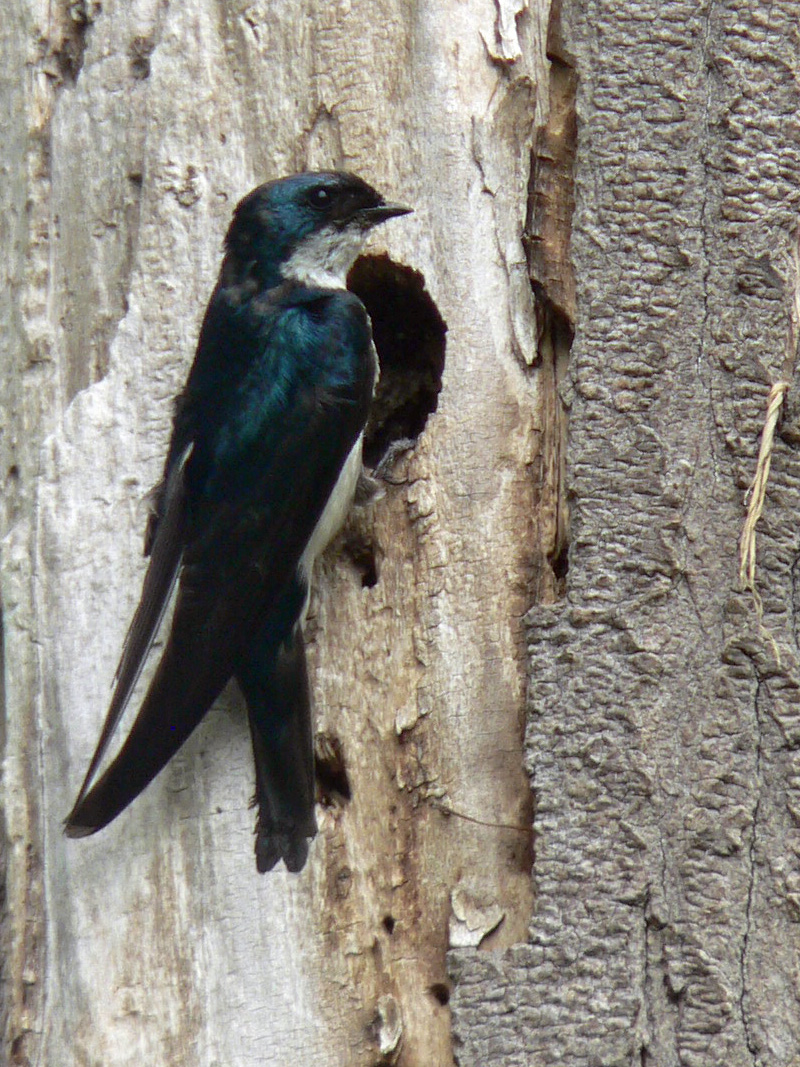
Tachycineta bicolor

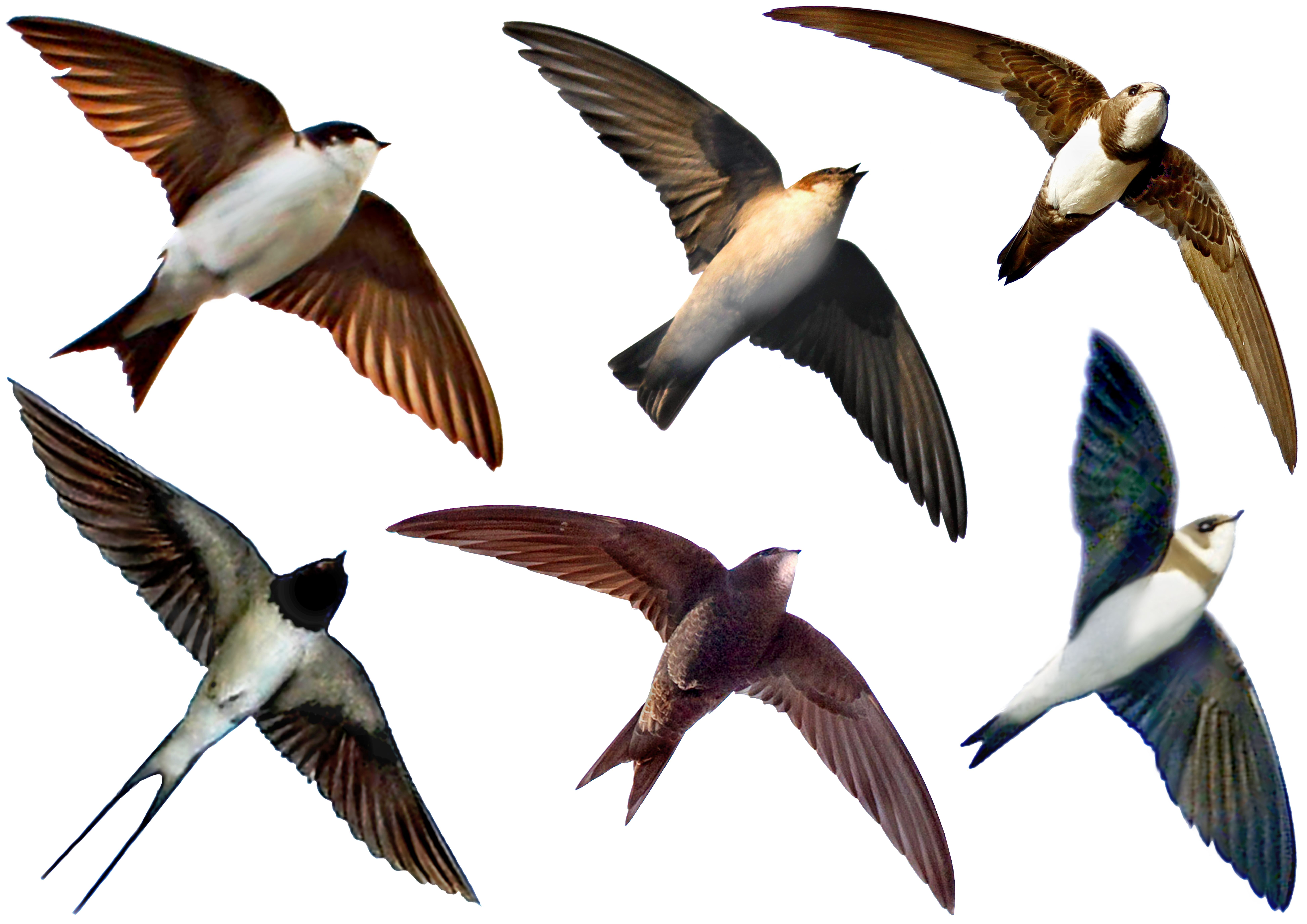
In senso orario, irundìnidi e apodidi: 1) Delichon urbicum - BALESTRUCCIO, 2) Ptyonoprogne rupestris - RONDINE MONTANA, 3) Tachymarptis melba - RONDONE MAGGIORE, 4) Hirundo rustica - RONDINE, 5) Apus apus - RONDONE, 6) Riparia riparia - TOPINO

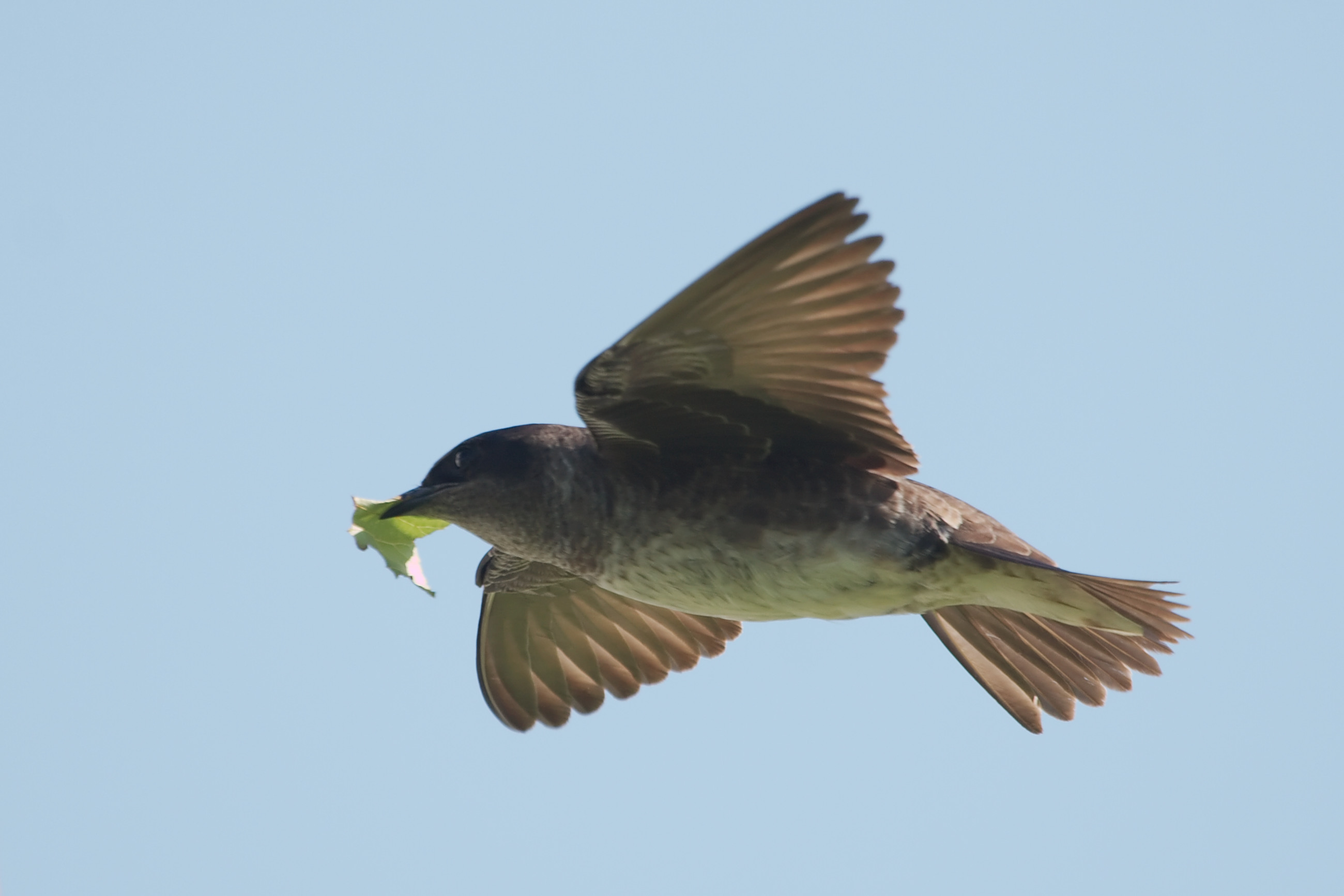
Progne subis

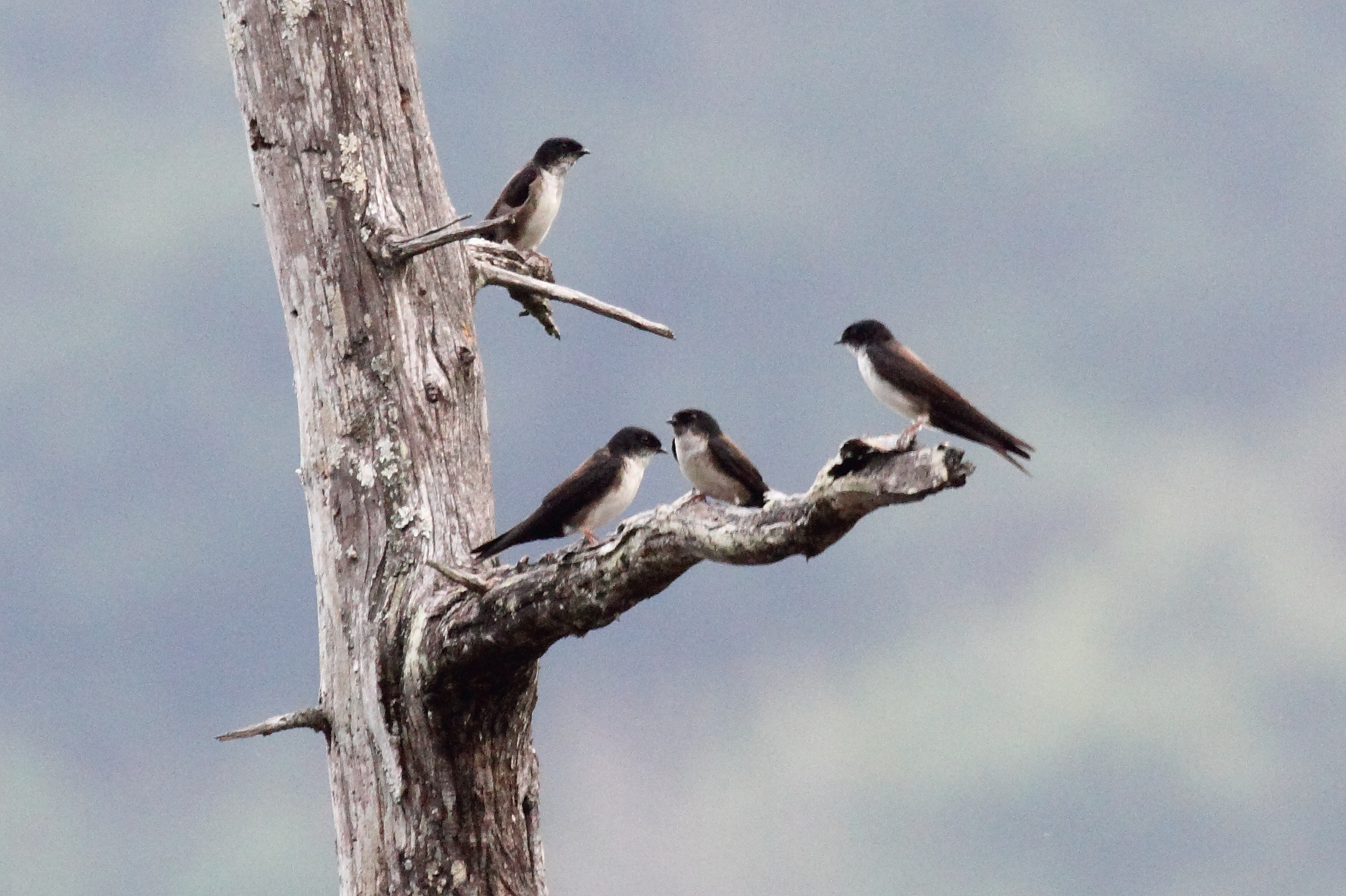
Notiochelidon pileata

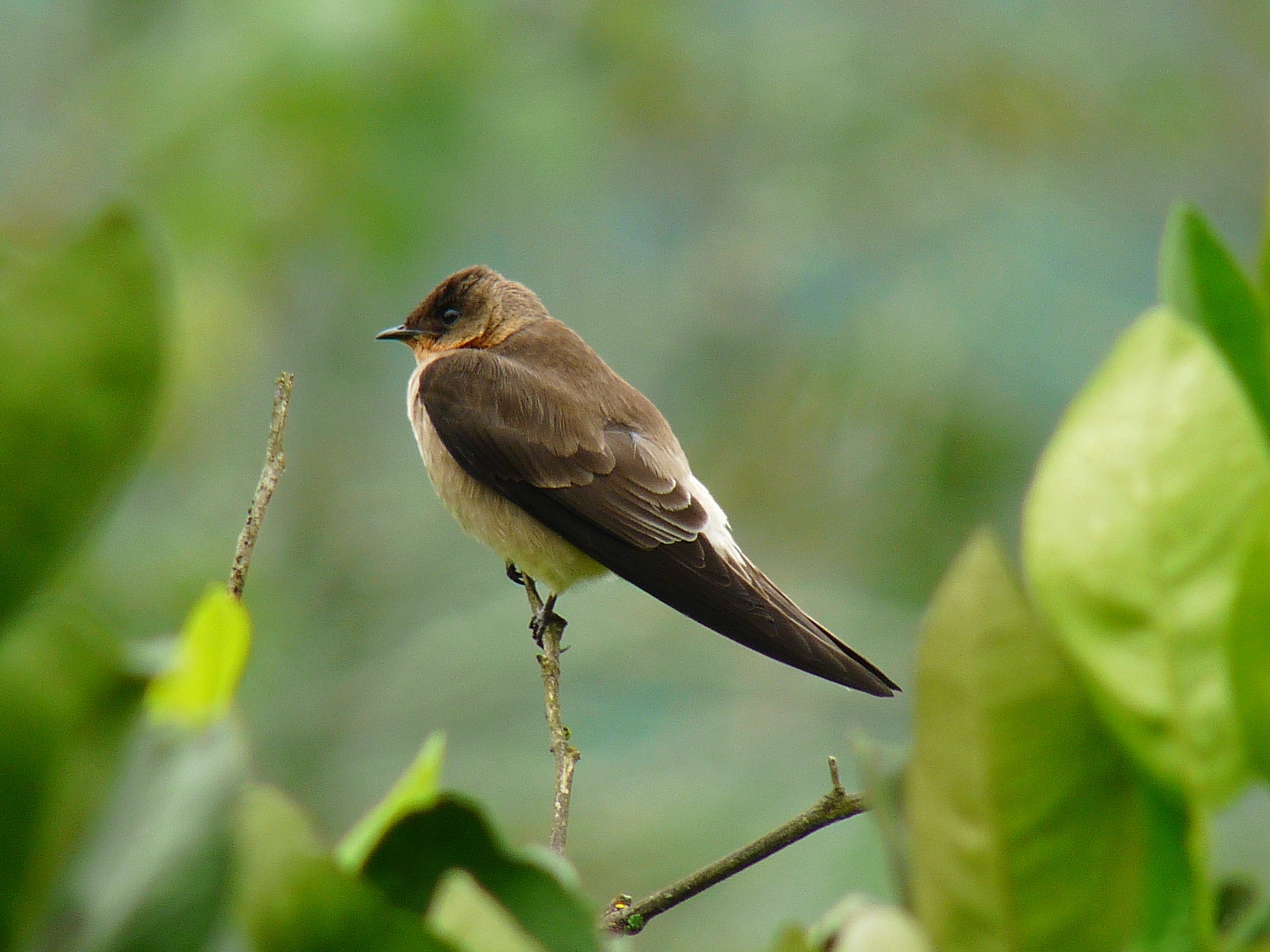
Stelgidopteryx ruficollis

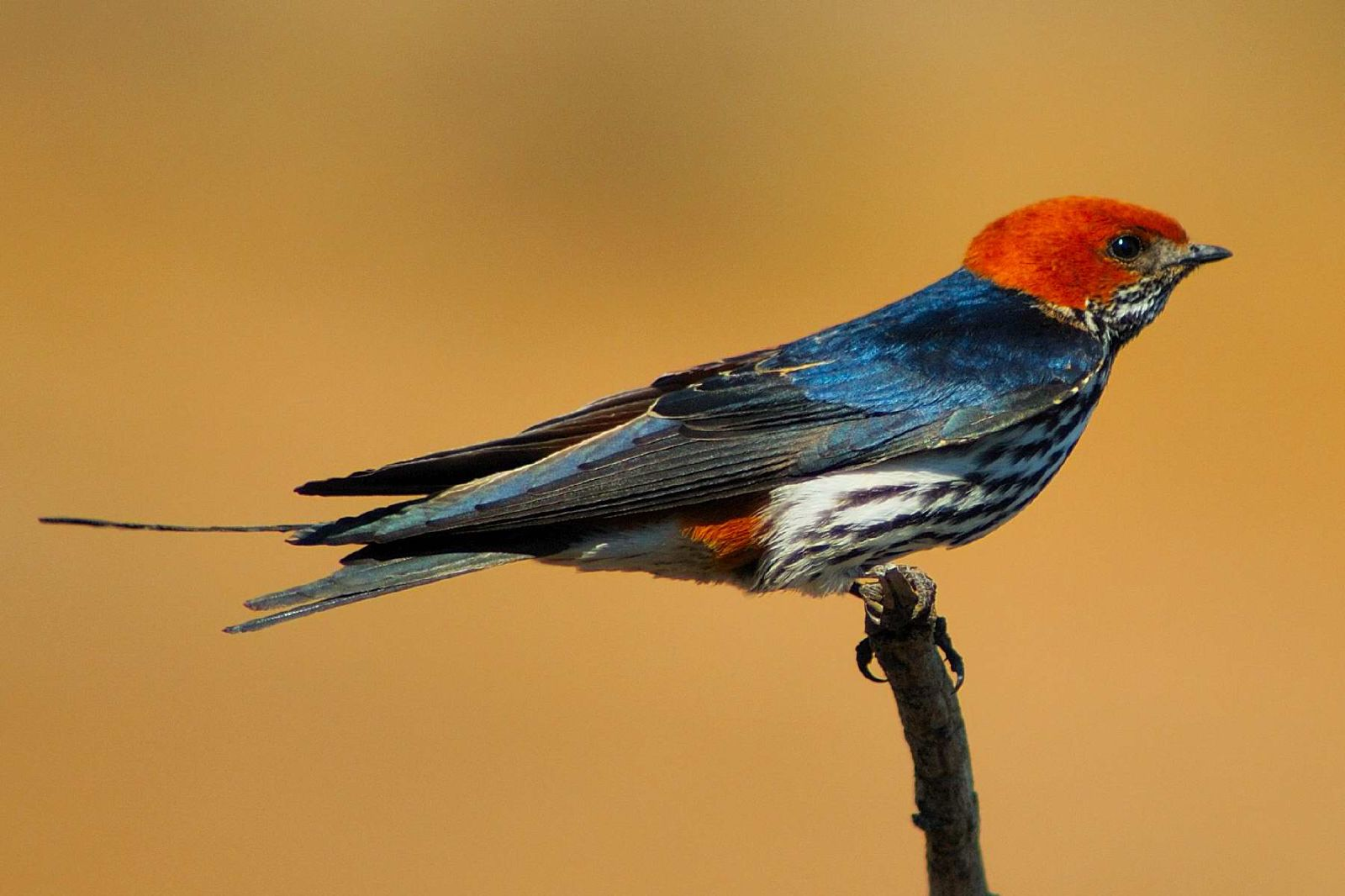
Hirundo abyssinica

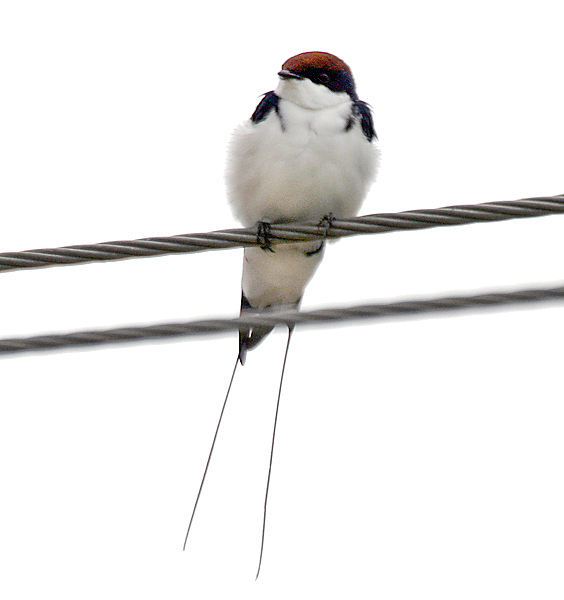
Hirundo smithii

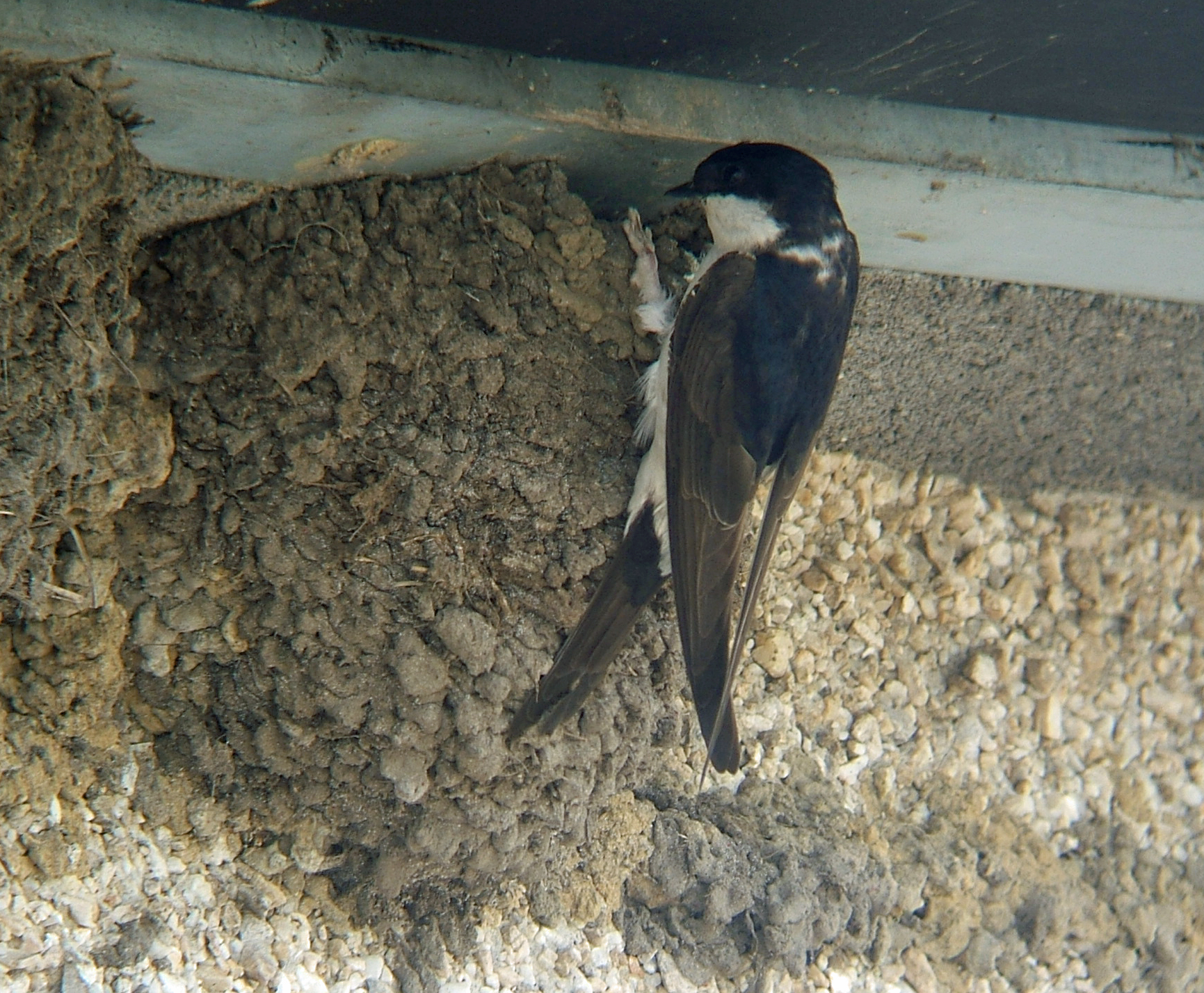
Delichon urbicum

Cecropis daurica

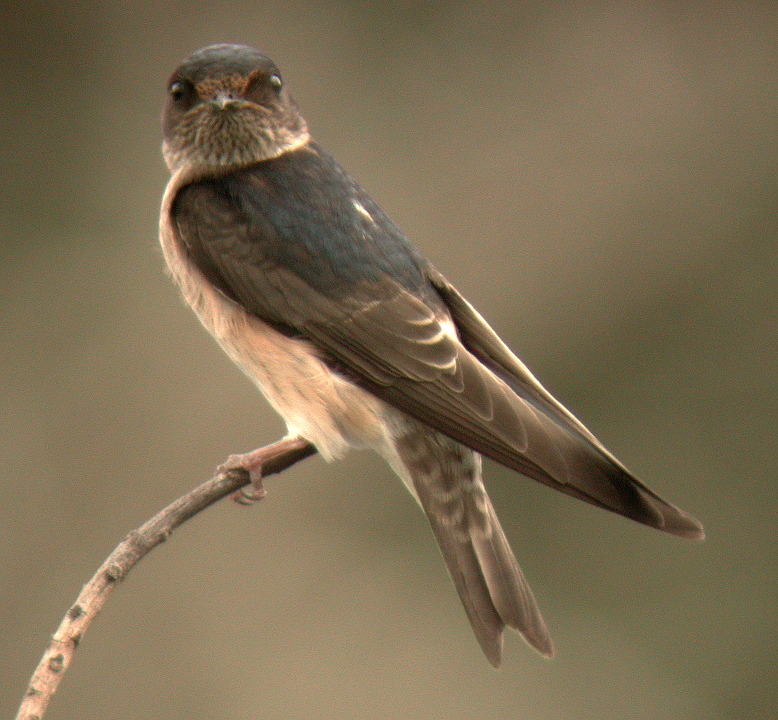
Petrochelidon nigricans

  - Pseudochelidon eurystomina Hartlaub, 1861 - rondine di fiume africana.
  - Pseudochelidon sirintarae Thonglongya, 1968 - rondine di fiume occhibianchi.
- Genere: Psalidoprocne
  - Psalidoprocne nitens (Cassin, 1857) - rondine codasquadrata.
  - Psalidoprocne fuliginosa Shelley, 1887 - rondine fuligginosa del Camerun.
  - Psalidoprocne albiceps Sclater, PL, 1864 - rondine testabianca.
  - Psalidoprocne pristoptera (Rüppell, 1840) - rondine nera.
  - Psalidoprocne obscura (Hartlaub, 1855) - rondine scura.
- Genere: Pseudhirundo
  - Pseudhirundo griseopyga (Sundevall, 1850) - rondine gropponegrigio.
- Genere: Cheramoeca
  - Cheramoeca leucosterna (Gould, 1841) - rondine dorsobianco.
- Genere: Phedina
  - Phedina borbonica (Gmelin, JF, 1789) - topino delle Mascarene.
  - Phedina brazzae Oustalet, 1886 - topino di Brazza.
- Genere: Riparia
  - Riparia paludicola (Vieillot, 1817) - topino disadorno.
  - Riparia chinensis (Gray, JE, 1830) - topino golagrigia.
  - Riparia congica (Reichenow, 1888) - topino del Congo.
  - Riparia riparia (Linnaeus, 1758) - topino o rondine riparia.
  - Riparia diluta (Sharpe & Wyatt, 1893) - topino pallido.
  - Riparia cincta (Boddaert, 1783) - topino dai sopraccigli bianchi.
- Genere: Tachycineta
  - Tachycineta bicolor (Vieillot, 1808) - rondine arboricola bicolore.
  - Tachycineta albilinea (Lawrence, 1863) - rondine delle mangrovie.
  - Tachycineta stolzmanni (Philippi, 1902) - rondine del Tumbes.
  - Tachycineta albiventer (Boddaert, 1783) - rondine alibianche.
  - Tachycineta leucorrhoa (Vieillot, 1817) - rondine gropponebianco.
  - Tachycineta leucopyga (Meyen, 1834) - rondine del Cile.
  - Tachycineta euchrysea (Gosse, 1847) - rondine dorata.
  - Tachycineta thalassina (Swainson, 1827) - rondine verdeviola.
  - Tachycineta cyaneoviridis (Bryant, H, 1859) - rondine delle Bahama.
- Genere: Progne
  - Progne subis (Linnaeus, 1758) - rondine purpurea.
  - Progne cryptoleuca Baird, SF, 1865 - rondine di Cuba.
  - Progne dominicensis (Gmelin, JF, 1789) - rondine dei Caraibi.
  - Progne sinaloae Nelson, 1898 - rondine di Sinaloa.
  - Progne chalybea (Gmelin, JF, 1789) - rondine pettogrigio.
  - Progne modesta Gould, 1838 - rondine modesta.
  - Progne murphyi Chapman, 1925 - rondine del Perù.
  - Progne elegans Baird, SF, 1865 - rondine meridionale.
  - Progne tapera (Linnaeus, 1766) - rondine pettobruno.
- Genere: Notiochelidon
  - Notiochelidon cyanoleuca (Vieillot, 1817) - rondine bianca e blu.
  - Notiochelidon murina (Cassin, 1853) - rondine ventrebruno.
  - Notiochelidon flavipes (Chapman, 1922) - rondine zampechiare.
  - Notiochelidon pileata (Gould, 1858) - rondine testanera.
- Genere: Haplochelidon
  - Haplochelidon andecola (d'Orbigny & Lafresnaye, 1837) - rondine delle Ande.
- Genere: Atticora
  - Atticora fasciata (Gmelin, JF, 1789) - rondine fasciata.
  - Atticora melanoleuca (Wied-Neuwied, 1820) - rondine dal collare.
- Genere: Neochelidon
  - Neochelidon tibialis (Cassin, 1853) - rondine dai calzoni bianchi.
- Genere: Stelgidopteryx
  - Stelgidopteryx serripennis (Audubon, 1838) - rondine aliruvide settentrionale.
  - Stelgidopteryx ruficollis (Vieillot, 1817) - rondine aliruvide meridionale.
- Genere: Alopochelidon
  - Alopochelidon fucata (Temminck, 1822) - rondine testafulva.
- Genere: Hirundo
  - Hirundo rustica Linnaeus, 1758 - rondine comune.
  - Hirundo lucida Hartlaub, 1858 - rondine lucente.
  - Hirundo angolensis Barboza du Bocage, 1868 - rondine dell'Angola.
  - Hirundo tahitica Gmelin, JF, 1789 - rondine del Pacifico o rondine di collina.
  - Hirundo domicola Jerdon, 1841 - rondine di collina.
  - Hirundo neoxena Gould, 1842 - rondine benvenuta.
  - Hirundo albigularis Strickland, 1849 - rondine golabianca.
  - Hirundo aethiopica Blanford, 1869 - rondine etiopica.
  - Hirundo smithii (Leach, 1818) - rondine codasottile di Smith.
  - Hirundo atrocaerulea Sundevall, 1850 - rondine blu.
  - Hirundo nigrita Gray, GR, 1845 - rondine nigrita.
  - Hirundo leucosoma Swainson, 1837 - rondine alichiazzate.
  - Hirundo megaensis Benson, 1942 - rondine codabianca.
  - Hirundo nigrorufa Barboza du Bocage, 1877 - rondine nera e rossa.
  - Hirundo dimidiata Sundevall, 1850 - rondine pettoperlato.
- Genere: Ptyonoprogne
  - Ptyonoprogne rupestris (Scopoli, 1769) - rondine montana.
  - Ptyonoprogne obsoleta (Cabanis, 1850)
  - Ptyonoprogne fuligula (Lichtenstein, 1842)
  - Ptyonoprogne concolor (Sykes, 1832)
- Genere: Delichon
  - Delichon urbicum (Linnaeus, 1758) - balestruccio.
  - Delichon dasypus (Bonaparte, 1850)
  - Delichon nipalense Moore, F, 1854
- Genere: Cecropis
  - Cecropis cucullata (Boddaert, 1783)
  - Cecropis abyssinica (Guérin-Méneville, 1843) - rondine striata minore.
  - Cecropis semirufa (Sundevall, 1850)
  - Cecropis senegalensis (Linnaeus, 1766)
  - Cecropis daurica (Laxmann, 1769) - rondine rossiccia.
  - Cecropis hyperythra (Blyth, 1849)
  - Cecropis domicella (Heuglin, 1869)
  - Cecropis striolata (Schlegel, 1844)
  - Cecropis badia Cassin, 1853
- Genere: Petrochelidon
  - Petrochelidon rufigula (Barboza du Bocage, 1878)
  - Petrochelidon preussi (Reichenow, 1898)
  - Petrochelidon perdita (Fry & Smith, DA, 1985)
  - Petrochelidon spilodera (Sundevall, 1850)
  - Petrochelidon fuliginosa (Chapin, 1925)
  - Petrochelidon fluvicola (Blyth, 1855)
  - Petrochelidon ariel (Gould, 1842)
  - Petrochelidon nigricans (Vieillot, 1817)
  - Petrochelidon pyrrhonota (Vieillot, 1817)
  - Petrochelidon fulva (Vieillot, 1808)
  - Petrochelidon rufocollaris (Peale, 1848)